# Emmett T. Anderson

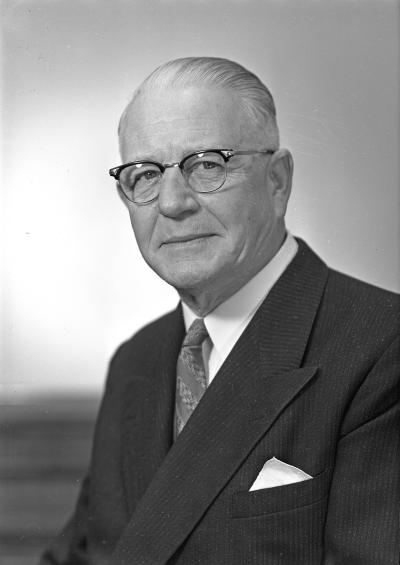
Emmett T. Anderson, 1955

Emmett T. Anderson  (* 17. Januar 1890 in Tacoma, Washington; † 20. März 1969 ebenda) war ein US-amerikanischer Politiker. Zwischen 1953 und 1957 war er Vizegouverneur des Bundesstaates Washington.

## Werdegang
Emmett Anderson arbeitete im Druckerhandwerk. Dabei war er für die familieneigene Firma Anderson Printing Company in Tacoma tätig, deren Präsident er war. Er war auch Mitglied einiger Organisationen und Vereinigungen seiner Heimat. Politisch schloss er sich der Republikanischen Partei an.
1952 wurde Anderson an der Seite von Arthur B. Langlie zum Vizegouverneur von Washington gewählt. Dieses Amt bekleidete er zwischen 1953 und 1957. Dabei war er Stellvertreter des Gouverneurs und Vorsitzender des Staatssenats. Nach seiner Zeit als Vizegouverneur ist er politisch nicht mehr in Erscheinung getreten. Er starb am 20. März 1969 in Tacoma.